# Avallersuaq
Avallersuaq är en ö i Grönland (Kungariket Danmark).   Den ligger i kommunen Kujalleq, i den södra delen av Grönland, 700 km sydost om huvudstaden Nuuk. Arean är 4,6 kvadratkilometer.
Terrängen på Avallersuaq är lite kuperad. Öns högsta punkt är 489 meter över havet. Den sträcker sig 3,2 kilometer i nord-sydlig riktning, och 4,6 kilometer i öst-västlig riktning.